# New York Knicks 1966-1967
La stagione 1966-67 dei New York Knicks fu la 18ª nella NBA per la franchigia.
I New York Knicks arrivarono quarti nella Eastern Division con un record di 36-45. Nei play-off persero la semifinale di conference con i Boston Celtics (3-1).

## Roster
| N° | Naz.                   | Ruolo | Sportivo         | Anno | Alt. | Peso |
| -- | ---------------------- | ----- | ---------------- | ---- | ---- | ---- |
| 3  | Stati Uniti (bandiera) | G     | Dave Deutsch     | 1945 | 185  | 77   |
| 4  | Stati Uniti (bandiera) | GA    | Freddie Crawford | 1941 | 193  | 86   |
| 5  | Stati Uniti (bandiera) | GA    | Dick Van Arsdale | 1943 | 196  | 95   |
| 7  | Stati Uniti (bandiera) | G     | Em Bryant        | 1938 | 185  | 79   |
| 8  | Stati Uniti (bandiera) | C     | Walt Bellamy     | 1939 | 211  | 102  |
| 9  | Stati Uniti (bandiera) | AC    | Dave Stallworth  | 1941 | 201  | 91   |
| 10 | Stati Uniti (bandiera) | AC    | Henry Akin       | 1944 | 208  | 102  |
| 11 | Stati Uniti (bandiera) | AC    | Neil Johnson     | 1943 | 201  | 100  |
| 12 | Stati Uniti (bandiera) | GA    | Dick Barnett     | 1936 | 193  | 86   |
| 14 | Stati Uniti (bandiera) | GA    | Cazzie Russell   | 1944 | 196  | 99   |
| 16 | Stati Uniti (bandiera) | G     | Howard Komives   | 1941 | 185  | 84   |
| 18 | Stati Uniti (bandiera) | A     | Wayne Molis      | 1943 | 203  | 104  |
| 19 | Stati Uniti (bandiera) | AC    | Willis Reed      | 1942 | 206  | 107  |

## Staff tecnico
- Allenatore: Dick McGuire